# Нейроморфні обчислення
Нейромо́рфні обчи́слення (англ. neuromorphic computing) — це інноваційний підхід до обчислень, натхненний нейронними мережами людського мозку. Він передбачає проєктування та розробку апаратних і програмних систем, які імітують паралелізм, зв'язок і адаптивність, що спостерігаються в біологічних нейронних мережах. Ця технологія спрямована на високоефективну обробку інформації шляхом використання принципів нейронауки для створення обчислювальних систем, які можуть навчатися, адаптуватися та виконувати когнітивні завдання.
У нейроморфних обчисленнях штучні нейронні мережі реалізуються за допомогою спеціалізованих апаратних архітектур, які моделюють поведінку нейронів і синапсів. Ці системи дозволяють обробляти величезні обсяги даних у реальному часі, споживаючи при цьому значно менше енергії порівняно з традиційними обчислювальними методами. Крім того, вони мають потенціал для досягнення успіху в задачах, пов'язаних із розпізнаванням образів, сприйняттям і прийняттям рішень, що робить їх перспективними для застосування в таких сферах, як робототехніка, розпізнавання зображень і мови, а також обробка природної мови.
Ключові особливості нейроморфних обчислень включають їх здатність навчатися на даних, адаптуватися до нової інформації та ефективно працювати — з низьким енергоспоживанням. Постійні дослідження та розробки в цій галузі спрямовані на підвищення масштабованості, надійності та продуктивності нейроморфних систем, прокладаючи шлях до нової ери інтелектуальних обчислень, які точно імітують надзвичайні можливості мозку.

## Відмінності між нейроморфними комп'ютерами та архітектурами фон Неймана
Комп'ютери фон Неймана складаються з окремих процесорів і блоків пам'яті, причому останні містять дані та інструкції. З іншого боку, у нейроморфному комп'ютері нейрони та синапси контролюють як обробку, так і пам'ять:6. На відміну від комп'ютерів фон Неймана, які використовують явні інструкції для визначення програм, нейроморфні комп'ютери замість цього використовують характеристики та структуру нейронної мережі. Крім того, у той час як комп'ютери фон Неймана кодують інформацію як числові значення, представлені двійковими значеннями, нейроморфні комп'ютери отримують спайки (сплески) як вхідні дані, де пов'язаний час, коли вони виникають, їх величина та форма можуть бути використані для кодування числової інформації. Двійкові значення можна перетворити на спайки і навпаки, але точний спосіб виконання цього перетворення все ще є предметом дослідження нейроморфних обчислень.
Основні відмінності:
- Високопаралельна робота: усі нейрони та синапси в нейроморфних комп'ютерах потенційно здатні працювати одночасно через притаманний їм паралелізм; але, порівняно з розпаралеленими системами фон Неймана, обчислення, які виконуються нейронами та синапсами, порівняно прості.
- Спільна обробка та пам'ять: у нейроморфному апаратному забезпеченні відсутня ідея розрізнення між обробкою та пам'яттю. У багатьох реалізаціях нейрони та синапси одночасно обробляють і зберігають інформацію, незважаючи на те, що нейрони іноді вважаються блоками обробки, а синапси — пам'яттю. Недолік архітектури фон Неймана, пов'язаний з розділенням процесора/пам'яті, яке сповільнює максимальну пропускну здатність, яку можна досягти, зменшується шляхом спільного розміщення обробки та пам'яті. Крім того, це спільне розташування допомагає уникнути доступу до даних основної пам'яті, який є поширеним у звичайних обчислювальних системах і споживає набагато більше енергії, ніж обчислювальна.
- Внутрішня масштабованість: оскільки додавання більшої кількості нейроморфних чіпів означає збільшення потенційної кількості нейронів і синапсів, нейроморфні комп'ютери розроблені таким чином, щоб мати власну масштабованість. Задля збільшення мережі, можливо розглядати кілька фізичних нейроморфних чіпів як одну величезну нейроморфну мережу. Кілька великомасштабних нейроморфних апаратних пристроїв, таких як SpiNNaker і Loihi, були використані для успішного досягнення цього.
- Обчислення, кероване подіями: нейроморфні комп'ютери використовують обчислення, керовані подіями, і тимчасову розріджену активність, щоб забезпечити надзвичайно ефективні обчислення. Нейрони та синапси виконують роботу лише тоді, коли є спайки для обробки, і, як правило, спайки відносно рідкісні в роботі мережі.
- Стохастичність: щоб врахувати шум, нейроморфні комп'ютери можуть включати в себе поняття випадковості, наприклад, у роботі нейронів.